# كاثارين بوشنيل
كاثارين بوشنيل (ولدت باسم صوفيا كارولين بوشنيل في إيفانستون، إيلينوي) (5 فبراير، 1855- 26 يناير، 1946) هي طبيبة، وكاتبة مسيحية، وباحثة في الإنجيل، وناشطة اجتماعية، ورائدة في اللاهوت النسوي. كان سعيها المستمر طوال حياتها هو التأكيد الإنجيلي على استقامة ومساواة المرأة، ونشرت كتاب كلمة الله للنساء كتصحيح على سوء ترجمة وتفسير الكتاب المقدس. عملت بوشنيل بصفتها مبشرة وطبيبة على إصلاح ظروف التدهور البشري في أمريكا الشمالية، وأوروبا، وآسيا. اعتُرف بها كمتحدث قوي وحتى ساحر للجماهير.

## بداية حياتها وتعليمها
ولدت في 5 فبراير، 1856، في إيفانستون، إلينوي، أو ما يسمى «القبلة الميثودية العظمى للشمال الغربي»، وقد تعززت جذور المسيحية في بوشنيل جيدًا منذ البداية. نشأت في وسط فترة دينية انتقالية؛ كان الميثوديون في مجتمعها يكافحون كي يكونوا مؤمنين في جميع جوانب حياتهم بينما يتوقون في الوقت نفسه لتحقيق النجاح الشعبي. جاء مع هذا التحول تغير من التركيز على الفردية إلى التركيز على المجتمع بأكمله، وهو تغير في الفلسفة أثر في نهاية المطاف في حياة بوشنيل.
أظهرت بوشنيل الرغبة في متابعة تعليمها منذ سن مبكرة والتحقت بكلية نورث ويستيرن للنساء- تعرف حاليًا بجامعة نورث ويسترن- منذ عام 1873 حتى عام 1874. درست في هذه الكلية في فترة رئاسة العميد فرانسيس ويلارد، الذي ألهم بوشنيل كي تنتهج مهنةً في العدالة الاجتماعية. بعد دراستها في نورث ويسترن، وجدت بوشنيل لنفسها مرشدًا آخر هو الدكتور جيمس ستيوارت جيويل. أقنع الدكتور جيويل، الذي كان الحافز وراء اهتمامها بالطب، بوشنيل بدراسة الطب في كلية شيكاغو الطبية للنساء، حيث اختصت باضطرابات الأعصاب. تخرجت قبل أقرانها بثلاثة أعوام، كونها كانت طالبة مفعمة بالحماس وذكية. بعد حصولها على درجات التخرج وما قبل التخرج، بدأت بوشنيل التخطيط للالتحاق بالدراسات العليا لكن كنيستها المنزلية أقنعتها بالذهاب إلى الصين في بعثة طبية عام 1879.

## بداية حياتها المهنية

### الصين
عملت بوشنيل كطبيبة في جيوجيانغ، الصين، بين عامي 1879-1882. كانت خطتها عند وصولها أن تؤجل تأسيس عيادتها حتى تصنع علاقات وتتعلم اللغة المحلية أولًا. مع ذلك، سرعان ما غمرها زائرون يبحثون عن العناية الطبية، وبما أنها لم تستطع رفض استعطافهم، عالجت مئات المرضى. سافرت الدكتورة إيلا غليشريست إلى الصين لمساعدة بوشنيل، استجابةً لازدهار عيادة صديقتها، لكن فصول الصيف كانت لا تحتمل. في عام 1882، مرض كلاهما وبعد ذلك بفترة وجيزة اضطرا للعودة إلى وطنهم.
غادرت بوشنيل مع شعور بالإحباط الشديد بسبب انتهاء هذه البعثة، وبأن «حياتها بالكامل كانت فاشلة». كان في الصين أول إلهام لها كي تدرس ترجمات الكتاب المقدس. بغض النظر عن الأدوية التقليدية الصينية، عاشت بوشنيل الثقافة الصينية عن كثب أكثر من المبعوثين الذين سبقوها. لاحظت بسخط أن الكتاب المقدس الصيني غير رفقاء بول من النساء إلى الرجال، تعهدت بعد ذلك أن تكرس جزءًا من حياتها فقط «للفحص الدقيق للتحيز الذكوري الذي أفسد النص الإنجليزي». في حين أن لم يؤكد ذلك، لكن العديد من المصادر تزعم أن بوشنيل أسست مستشفى أطفال برعاية مجلس البعثة النسائية للكنيسة الأسقفية الميثودية.